# Verkligen
Verkligen är ett musikalbum från 1996 av den svenska rockgruppen Kent. Det producerades av Nille Perned.
För albumet fick bandet Rockbjörnen i kategorin "Årets svenska skiva".

## Mottagande
Verkligen mottog till största del mycket positiva recensioner i pressen. Per Bjurman i Aftonbladet gav skivan högsta betyg (5/5) och kallade den för en "svensk klassiker." Även i Svenska Dagbladet fick skivan högsta betyg (6/6). I Expressen och Arbetet Nyheterna fick skivan näst högsta betyg (4/5). Också i tidningen Pop fick den näst högsta betyg (9/10), och det skrevs att "Bättre än så här kan det knappast bli." Dagens Nyheter, som hade varit mycket positiva inför Kents debutalbum året innan, ansåg att Verkligen var "av precis samma kaliber som debuten." Göteborgs-Posten gav Verkligen däremot det något mer reserverade betyget 3/5.

## Låtförteckning
Text: Joakim Berg. Musik: Joakim Berg, förutom spår 2 & 4: Joakim Berg/Martin Sköld, samt spår 9: Martin Sköld.
1. Avtryck (3.11)
2. Kräm (så nära får ingen gå) (2.42)
3. Gravitation (3.44)
4. Istället för ljud (4.22)
5. 10 minuter (för mig själv) (3.10)
6. En timme en minut (8.08)
7. Indianer (3.47)
8. Halka (3.03)
9. Thinner (3.59)
10. Vi kan väl vänta tills imorgon (6.55)

## Medverkande
- Joakim Berg - sång, gitarr
- Martin Sköld - bas
- Sami Sirviö - sologitarr
- Markus Mustonen - trummor, kör

- Nille Perned - gitarr, keyboard
- Zmago Smon - bas på "Halka"
- David Bergström - violin 1
- Karin Eriksson - violin 2
- Henrik Edström - viola
- Lars-Erik Persson - cello
- Niclas Rydh - bas trombone
- Lars-Göran Carlsson - trombone
- Mikael Appelgren - trombone

## Listplaceringar
| Lista (1996-1998) | Topplacering |
| ----------------- | ------------ |
| Sverige           | 1            |

## Placeringar på Hitlistan
| Placering | 1 | 2 | 2 | 3 | 4 | 6 | 8 | 12 | 18 | 23 | 18 | 19 | 23 | 23 | 29 | 25 | 27 | 30 | 32 | 39 | 26 | 20 | 31 | 32 | 39 | 60 | 53 | 60 | 47 | 57 | 25 | 20 | 45 | 55 |